# Habib Bourguiba (hijo)
Jean Habib Bourguiba (en árabe: الحبيب بورقيبة الابن‎, romanizado: al-Ḥabīb Būrqībah al-Ibn; París, 9 de abril de 1927 –  Ciudad de Túnez, 28 de diciembre de 2009) fue un político y diplomático tunecino. Ocupó la cartera de ministro de Asuntos Exteriores durante seis años.

## Biografía
Jean-Claude Habib Bourguiba era hijo de Habib Bourguiba, que se convirtió en el primer Presidente de Túnez en 1957 y de su primera mujer Mathilde Lorrain. Su primer cargo fue el de embajador de Túnez en Francia en noviembre de 1958. Posteriormente, ocupó las embajadas de Estados Unidos e Italia.
En 1964, Bourguiba sustituyó a Mongi Slim como ministro de Asuntos Exteriores, puesto que ocupó hasta 1970. Asistió a la celebración del cumpleaños del rey Hassan II de Marruecos el 10 de julio de 1971 cuando M'hamed Ababou y Mohamed Medbouh lanzaron un golpe de Estado contra el rey. Una granada cayó a los pies de Hassan, Bourguiba la arrojó hacia atrás antes de que pudiera detonar, probablemente salvando la vida del Rey. Pasó un corto tiempo por el ministerio de Justicia hasta noviembre de 1970 antes de ser derrocado tras el asunto cooperativo.
Bourguiba fundó el Banco Internacional Árabe de Túnez con Mansour Moalla en 1976. Posteriormente, su padre lo nombró consejero en 1977. Fue destituido de este cargo como parte del golpe de Estado del 7 de noviembre de 1987 que derrocó la administración de su padre y llevó a Zine El Abidine Ben Ali al poder.